# 라이징 - 발라드 오브 맹갈 팬디
라이징 - 발라드 오브 맹갈 팬디(The Rising: Ballad Of Mangal Pandey)는 인도에서 제작된 케탄 메타 감독의 2005년 드라마, 전쟁 영화이다. 아미르 칸 등이 주연으로 출연하였다.

## 출연

### 주연
- 아미르 칸
- 라니 무케르지

### 조연
- 토비 스티븐스
- 캐롤 비드
- 키론 커
- 옴 푸리
- 벤 닐론
- 케네스 크래넘
- 톰 알터
- 머케시 티와리
- 디비엔두 바타차리아
- 치라그 보라
- 소흐랍 아데셔
- 모나 엠베가온카르
- 제레미 클라이드
- 사이몬 챈들러
- 크리스토퍼 애덤슨
- 스티번 림커스
- 아누팜 시암
- 무르리 샤르마
- 앨버트 웰링
- 그레이엄 컬
- 리사 밀렛
- 로히트 라이
- 라비 잔칼
- 케일리쉬 케르
- 카밀라 보도나바
- 믹 워드
- 믹 워드
- 소피야 하큐
- 로렌스 스펠만

## 제작진
- 각색: 란짓 카푸르
- 라인프로듀서: 로렌스 C. 포스트마
- 미술: 니틴 찬드라칸트 데사이
- 배역: 니즈워 카라니